# 아이엘사이언스
아이엘사이언스(Il Science)는 대한민국의 LED 조명용 실리콘렌즈 제조기업이다. 본사는 서울특별시 송파구 새말로5길 5에 위치해 있다. 대표이사는 송성근이다.

## 종속기업
- 이엘바이오
- 어헤즈
- 아이트로닉스

## 같이 보기
- LED

## 참고 문헌
1. ↑  아이엘사이언스, 우주 위성체용 전고체배터리 구현 성공…"740兆 시장 선점", 이데일리, 2024-08-27
2. ↑  하상수, 기술분석보고서-아이엘사이언스, 2022.05.19[깨진 링크(과거 내용 찾기)]
3. ↑  아이엘사이언스, 창사 이래 최대 실적 2분기에 더 기대 , 한국경제, 2024.05.10
4. ↑  아이엘사이언스, 올해부터 성장 본격화...매출 700억원 이상 기대 - 뉴스핌, 2024년 4월 11일
5. ↑  조명강자 아이엘사이언스 車부품 도전장, 한국경제, 2024.01.02
6. ↑  한국IR협의회 기술분석보고서-아이엘사이언스, 2024-01-10
7. ↑  SK증권 기업분석보고서 아이엘사이언스 2023-07-26
8. ↑  허선재, 유안타증권 기업분석보고서-아이엘사이언스